# Alfred Gottwald
Alfred Gottwald (ur. 11 czerwca 1893 w Tarnau, Landkreis Frankenstein, zm. 7 grudnia 1971 w Hille) – niemiecki ekspresjonistyczny malarz kościelny (niem. Kirchenmaler).

## Życiorys
Był synem drobnego rolnika, koszykarza i murarza. Ukończył gimnazjum w Ząbkowicach Śląskich. Następnie Miejską Szkołę Rzemiosła i Przemysłu Artystycznego we Wrocławiu, którą ukończył pozytywnie w 1915 r. egzaminem na nauczyciela rysunku, a następnie uczęszczał do „klasy malarstwa figurowego” profesora Eduarda Kaempffera, która była pod wpływem stylu secesyjnego. Podczas I wojny światowej został wcielony do wojska, a po wojnie pracował we Wrocławiu, Berlinie, przez pewien był czas szefem Ostdeutschen Werkstätten (Ostdeutsche Werkstätten für christliche Kunst und Kunstgewerbe) w Nysie. Później pracował w Bonn (od 1926 do 1940). Okres ten jest uważany za szczególnie owocny; powstały portrety, obrazy religijne, grafiki, mozaiki i duże malowidła ścienne w kościołach. W latach 30. XX wieku był też ilustratorem mszałów i książek. Podczas prac w Szwecji, zaprzyjaźnił się z pierwszym biskupem Sztokholmu, Erikiem Müllerem. Po 1940 r. choroba sprowadziła go z powrotem do domu, gdzie stworzył wielki cykl obrazów w swoim rodzinnym kościele parafialnym pw. św. Marii Magdaleny w Tarnowie. Po wojnie, w roku 1946 trafił do Hille w Niemczech, tam też zmarł 7 grudnia 1971 r. w wieku 78 lat. W Hille znajduje się też jego grób. Śląski historyk i heraldysta dr Paul Bretschneider, przyjaciel Gottwalda, zaprojektował herb, w którym czarna T dominuje na złotym tle (czyli Tarnau). Na przecięciu jest trójkąt, symbol Trójjedynego Boga. Ten herb można znaleźć na wielu obrazach Gottwalda.

## Dzieła
1927
- z okazji uroczystości 700-lecia przybycia na tereny Ziemi Ziębickiej cystersów, ozdobił korytarze ratusza w Ziębicach freskami. Freski Alfreda Gottwalda przedstawiają historię miasta. Pokazują m.in. nadanie praw miejskich przez księcia wrocławskiego Henryka III Białego w 1250 roku, czy śmierć ostatniego Piasta ziębickiego Jana podczas wojen husyckich w bitwie pod Starym Wielisławiem w 1428 roku[5][6][7][8][9]. W Ziębicach był także autorem wizerunków (które się nie zachowały) postaci św. Jadwigi, Henryka II, księcia ziębickiego Bolka I, Jana z Ziębic, a także Mikołaja Kopernika w auli Królewskiego Ewangelickiego Seminarium Nauczycielskiego (dziś Zespołu Szkół Ponadpodstawowych)[10]. W 1931 tworzył w kościele parafialnym Narodzenia Pańskiego i św. Terencjusza w Ottweiler[11].

1929
- wykonał ilustracje do książki Des Heilands Kreuzweg z rozważaniami Willibrorda Schlagsa[12].

lata 30. XX w. jego dzieła znalazły się:
- w kościele Ducha Świętego w Stuttgarcie[4].
- w kościele pw. św. Piotra w Neidenbach[13].
- w kościele w Mottgers (Powiat Main-Kinzig)[4].
- w katedrze w Trewirze tworzy mozaiki[4].
- w Mettlach nad Saarą[4].
- w Clüsserath i Burgen nad Mozelą[4].
- w Monachium[4].
- w kościele św. Bonifacego w Genewie w Szwajcarii[4].
- w Szwecji ozdobił kościoły w Norrköping i w Örebro[1][4].
- w Schaffhausen dla kościoła w dzielnicy Wadgassen wykonuje na ścianie przed prezbiterium dwa malowidła: po prawej stronie scenę „Archanioł Rafał zapewnia eskortę wędrownemu Tobiaszowi”, po lewej Obraz Matki Boskiej jako Królowej Nieba[14].
- w kaplicy Missionshaus St. Wendel, należącym do Księży Werbistów, wykonuje freski nisz kaplicznych na galeriach i tryptyku ołtarza św. Józefa[15].
- stworzył ilustracje do Missale Romanum[16] (mszał) i Missale Defunctorum[17] (mszał pogrzebowy)[4].
- dla kościoła parafialnego pw. św. Litwinusa w Mettlach wykonał sam pięć mozaik (1930 – 1937), ale współpracował tam też z malarzem Bernhardem Gauer[18].

1930
- ilustracje do książki Im Turm der alten Mutter ein Geschichtenbuch autorstwa Wilhelma Matthießena[19].

1934
- ilustracje do książki Die ehrwürdige Dienerin Gottes Mutter Franziska Schervier Gründerin der Genossenschaft der Armen-Schwestern vom hl. Franziskus Bruno Gossensa[20].

1935
- w kościele pw. Serca Jezusa w Spiesen-Elversberg wykonał freski przed i w prezbiterium, podejmujące motyw przewodni kościoła „Jezus ma serce dla ludzi”[21].

1937
- w Mettlach w dzielnicy Faha w kościele parafialnym pw. św. Stefana i św. Huberta wykonał malowidła na ścianie przed prezbiterium ze scenami z życia patronów oraz mozaikę Chrystusa Króla nad ołtarzem[22].

lata 40. XX w.
- malowidło ścienne w prezbiterium (niestety zostało później zamalowane) kościoła pw. Najświętszego Serca Pana Jezusa w Ząbkowicach Śląskich i czternaście malowideł Drogi Krzyżowej dla tego kościoła, które można do dziś podziwiać[23].

1942
- w Wiedniu w kościele pw. Königin des Friedens namalował obraz Dobrego Pasterza (niem. Der gute Hirte)[24].

1947
- w kościele pw. św. Jana Chrzciciela wykonuje freski w Rexingen w Niemczech, przedstawiające m.in. anioła Gabriela podczas zwiastowania Zachariaszowi[25].

1949
- namalował obraz do ołtarza głównego w kaplicy pw. Serca Jezusa w Hille[26][27][28][29].

lata 50. XX w.
- w kościele pw. św. Józefa w Fischbach-Camphausen w gminie Quierschied tworzy duże malowidło na ścianie nad ołtarzem[30].

1950
- wykonał trzy obrazy do kościoła św. Mikołaja w Mettlach-Dreisbach[31].
- w kościele pw. św. Antoniego Opata w Mettlach w dzielnicy Saarhölzbach dokonuje renowacji fresku nad ołtarzem[32].

1954
- w kościele pw. Matki Bożej Bolesnej w Völklingen w dzielnicy Fürstenhausen wykonał na ścianie prezbiterium mozaikę o tematyce ukrzyżowania[33].

1961
- dla kaplicy Trójcy Świętej w Minden-Ost stworzył obraz do ołtarza przedstawiający Trójcę Świętą[4].

koniec lat 60. XX w.
- stworzył 6 obrazów dla kościoła filialnego w Großrosseln w dzielnicy St. Nikolaus[34].

## Galeria

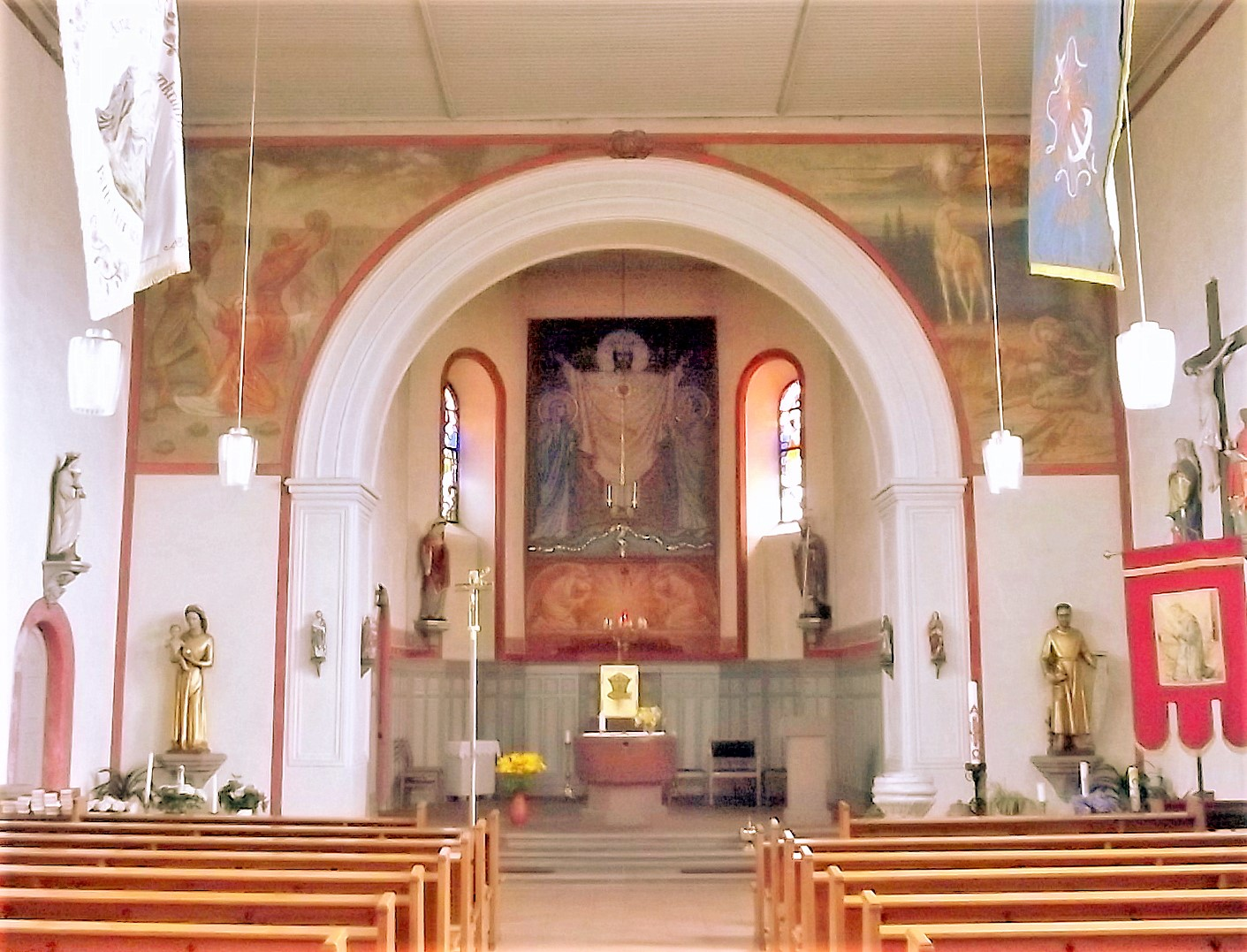
Prezbiterium w Faha – po lewej ukamienowanie św. Stefana, po prawej scena ze św. Hubertem. Nad ołtarzem mozaika Chrystusa Króla.
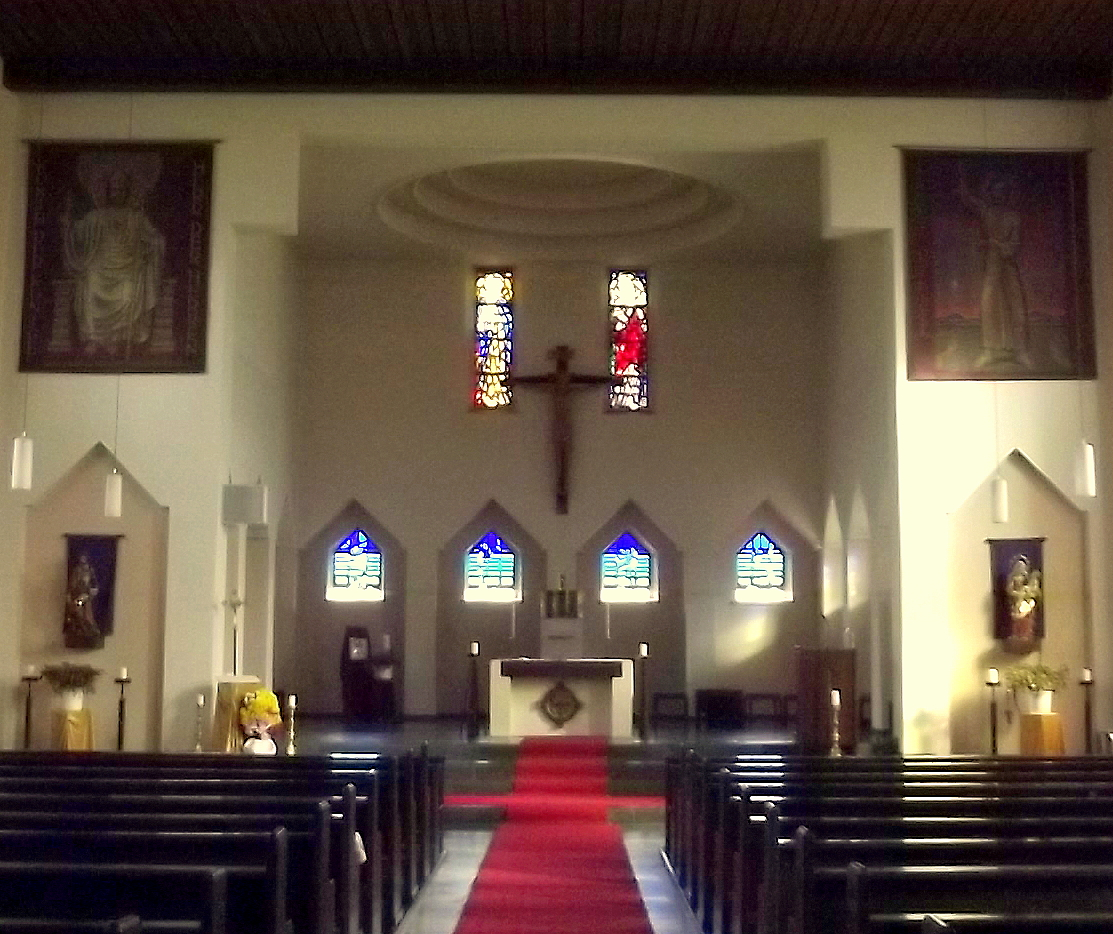
Wnętrze kościoła w Großrosseln w dzielnicy St. Nikolaus.
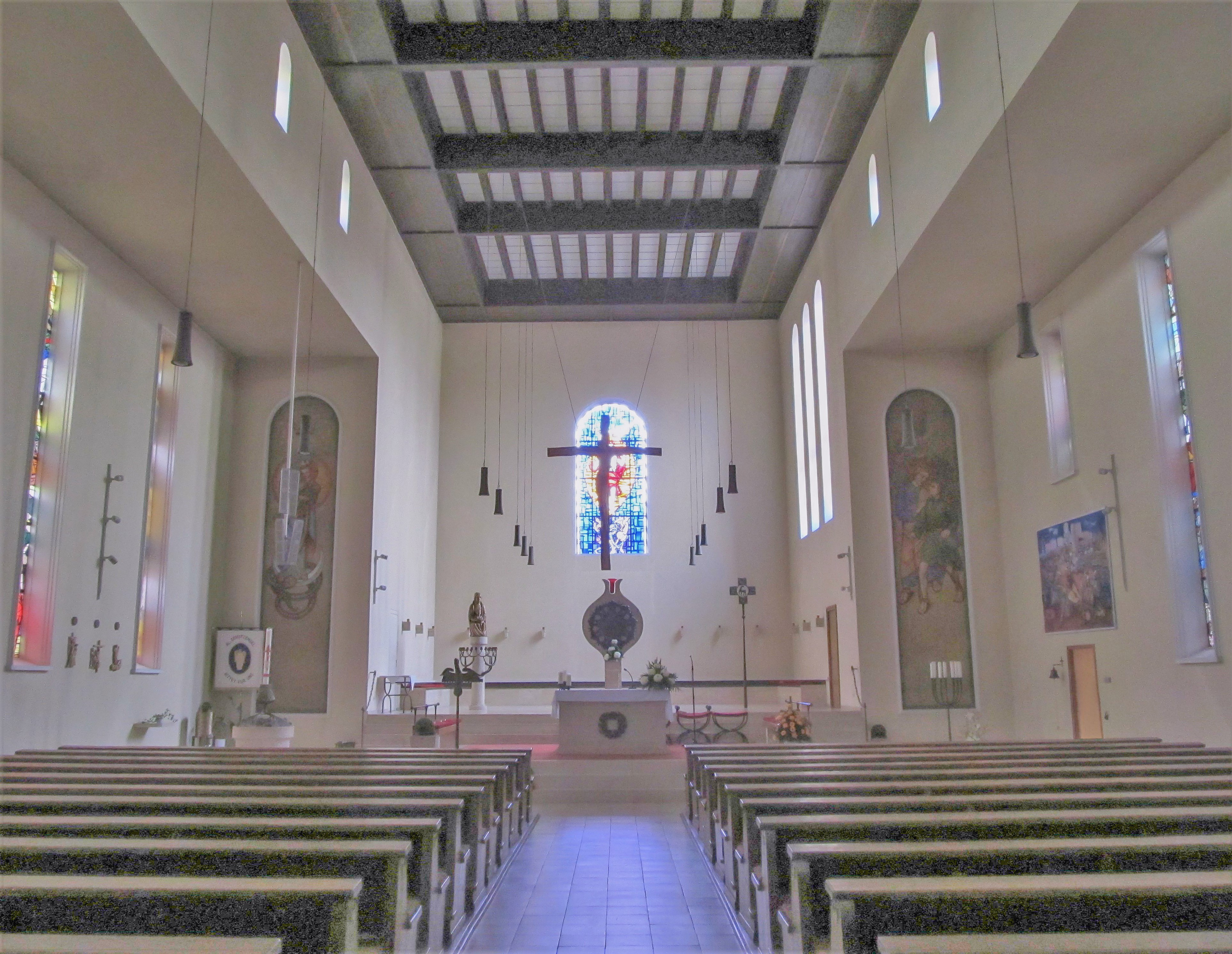
Wnętrze kościoła w Schaffhausen w dzielnicy Wadgassen. Po prawej „Archanioł Rafał zapewnia eskortę wędrownemu Tobiaszowi”, po lewej Obraz Matki Boskiej jako Królowej Nieba.
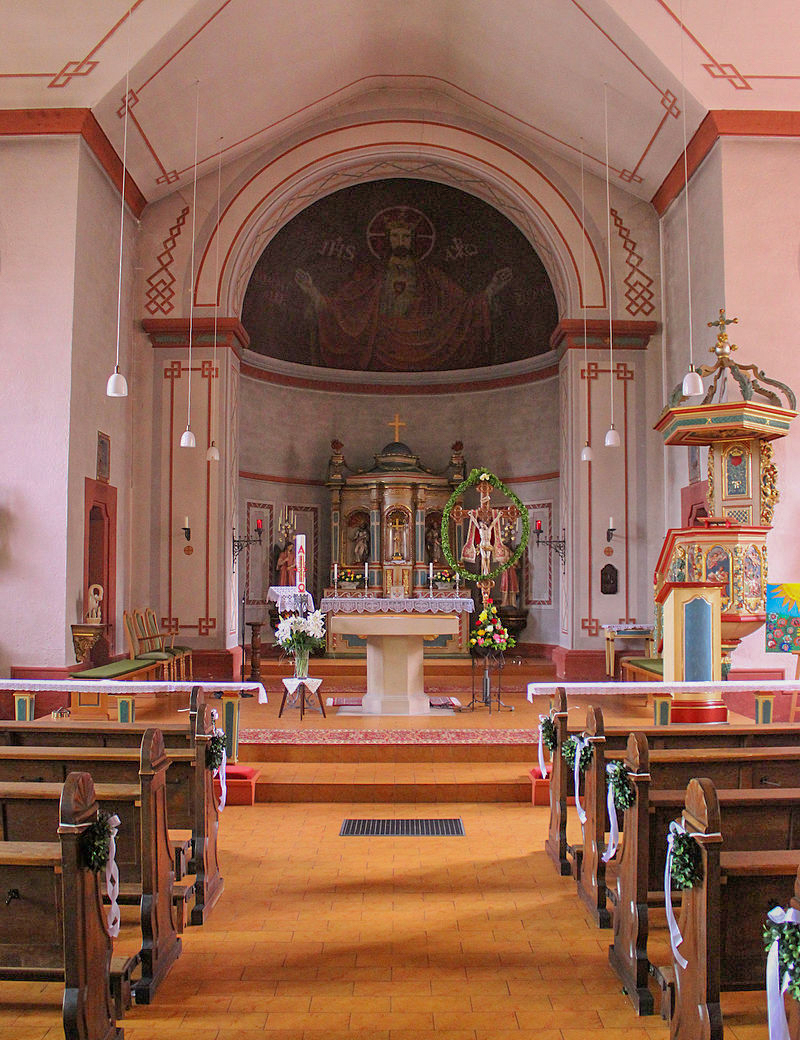
Wnętrze kościoła w Mettlach w dzielnicy Saarhölzbach z freskiem nad ołtarzem.
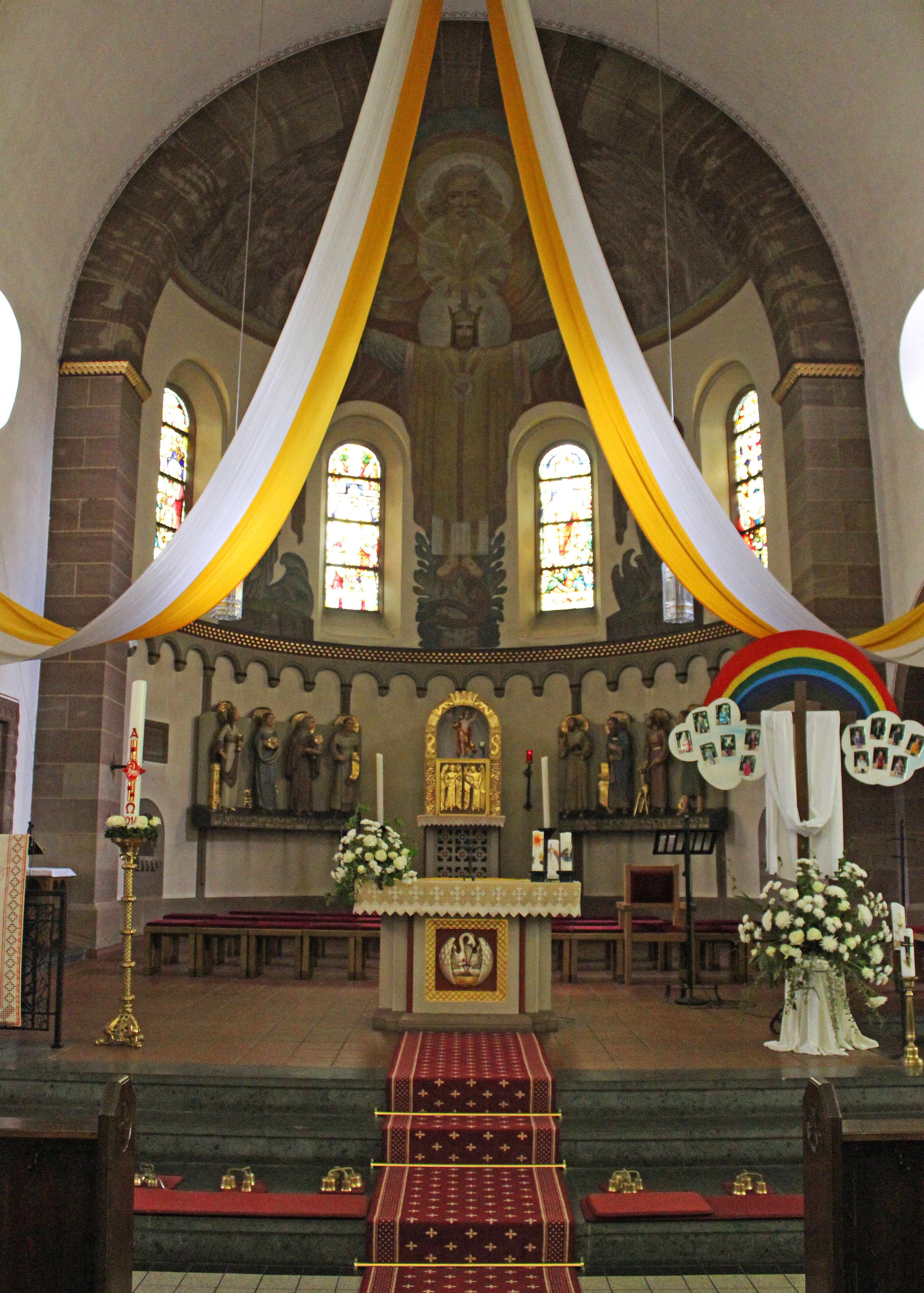
W kościele pw. św. Józefa w Fischbach-Camphausen malowidło na ścianie nad ołtarzem.
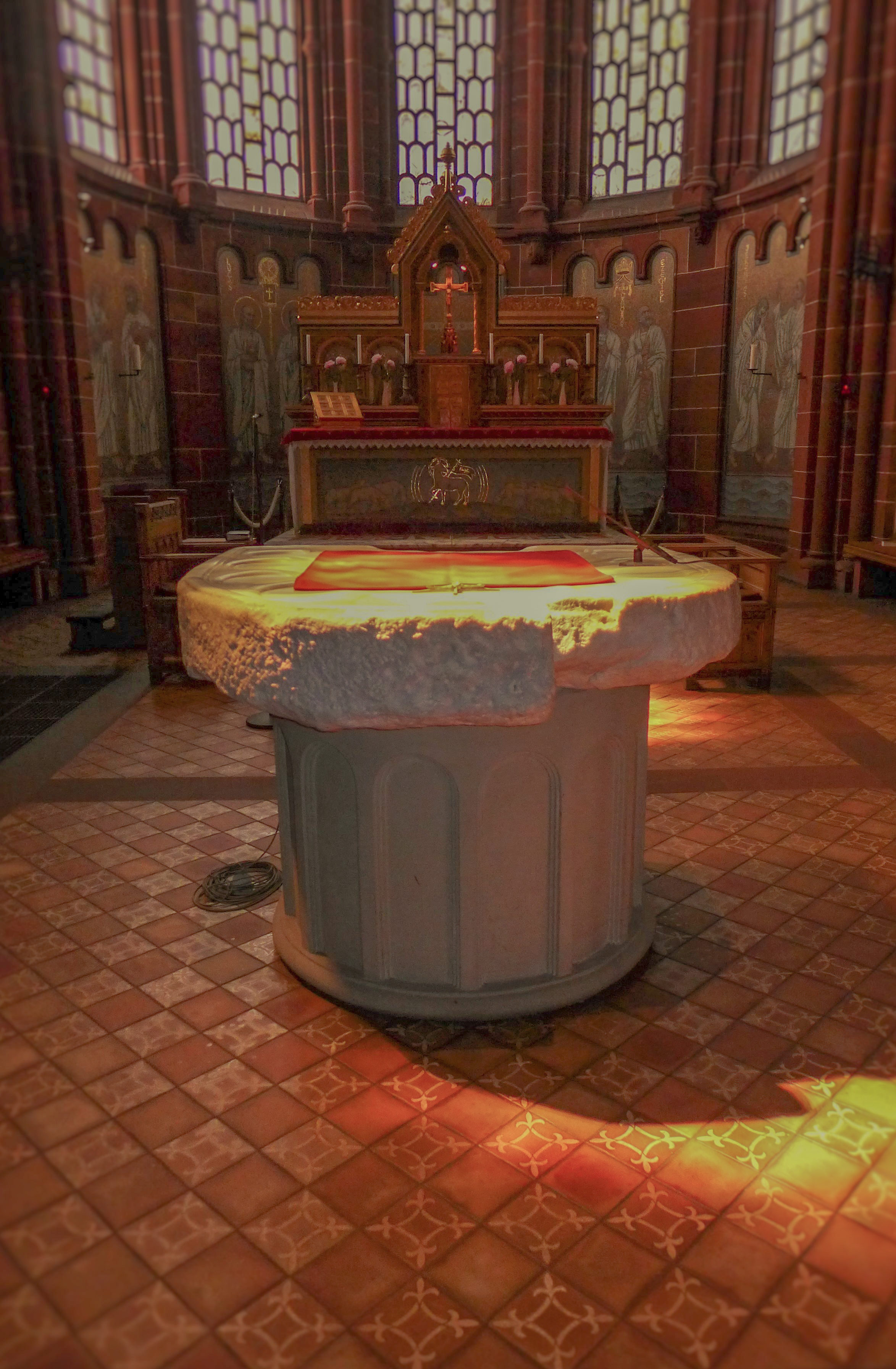
Absyda kościoła parafialnego pw. św. Litwinusa w Mettlach. W głębi stary ołtarz z antependium autorstwa Alfreda Gottwalda i Bernharda Gauera.
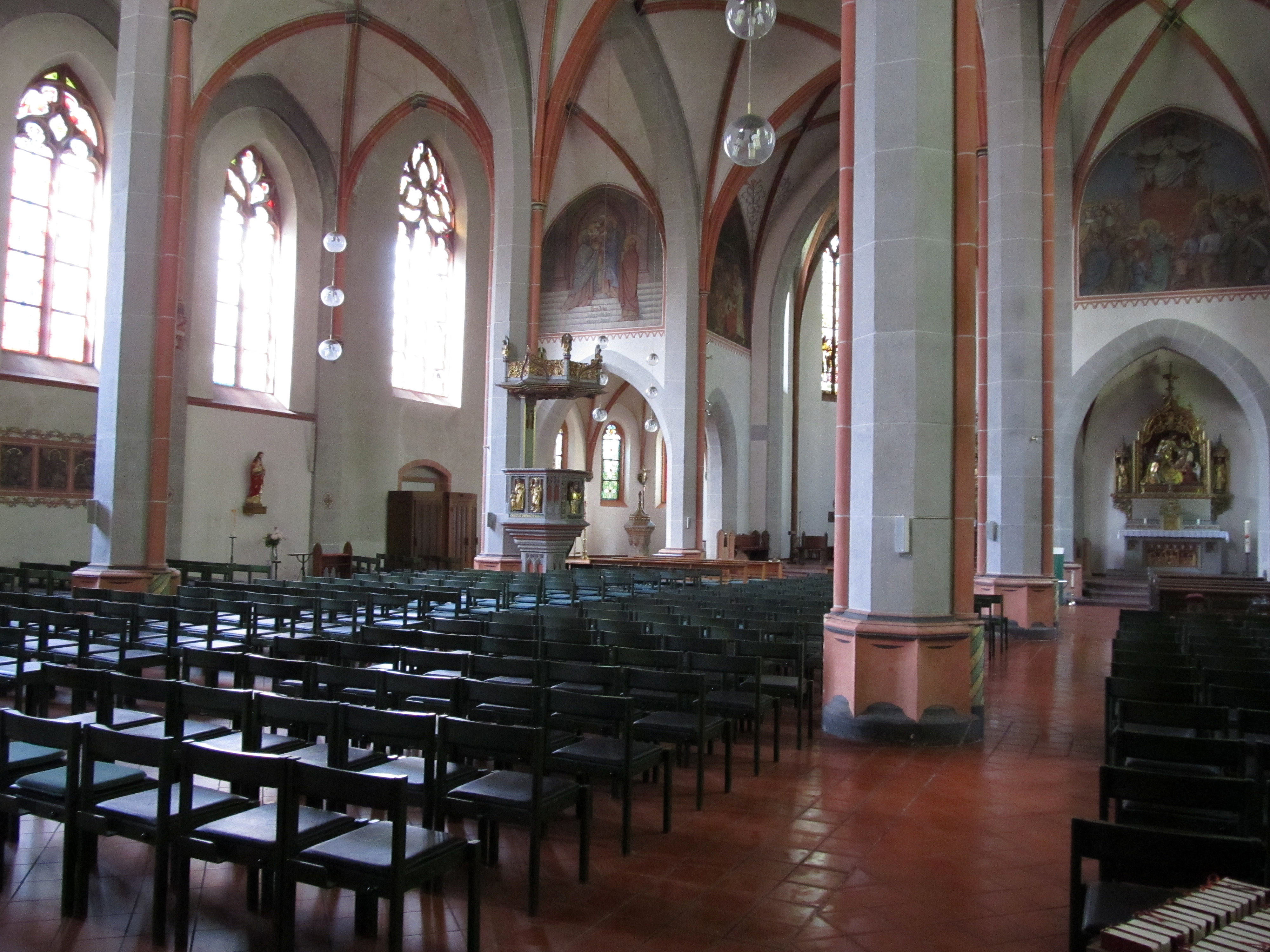
Freski w kościele pw. Serca Jezusa w Spiesen-Elversberg przed i w prezbiterium.
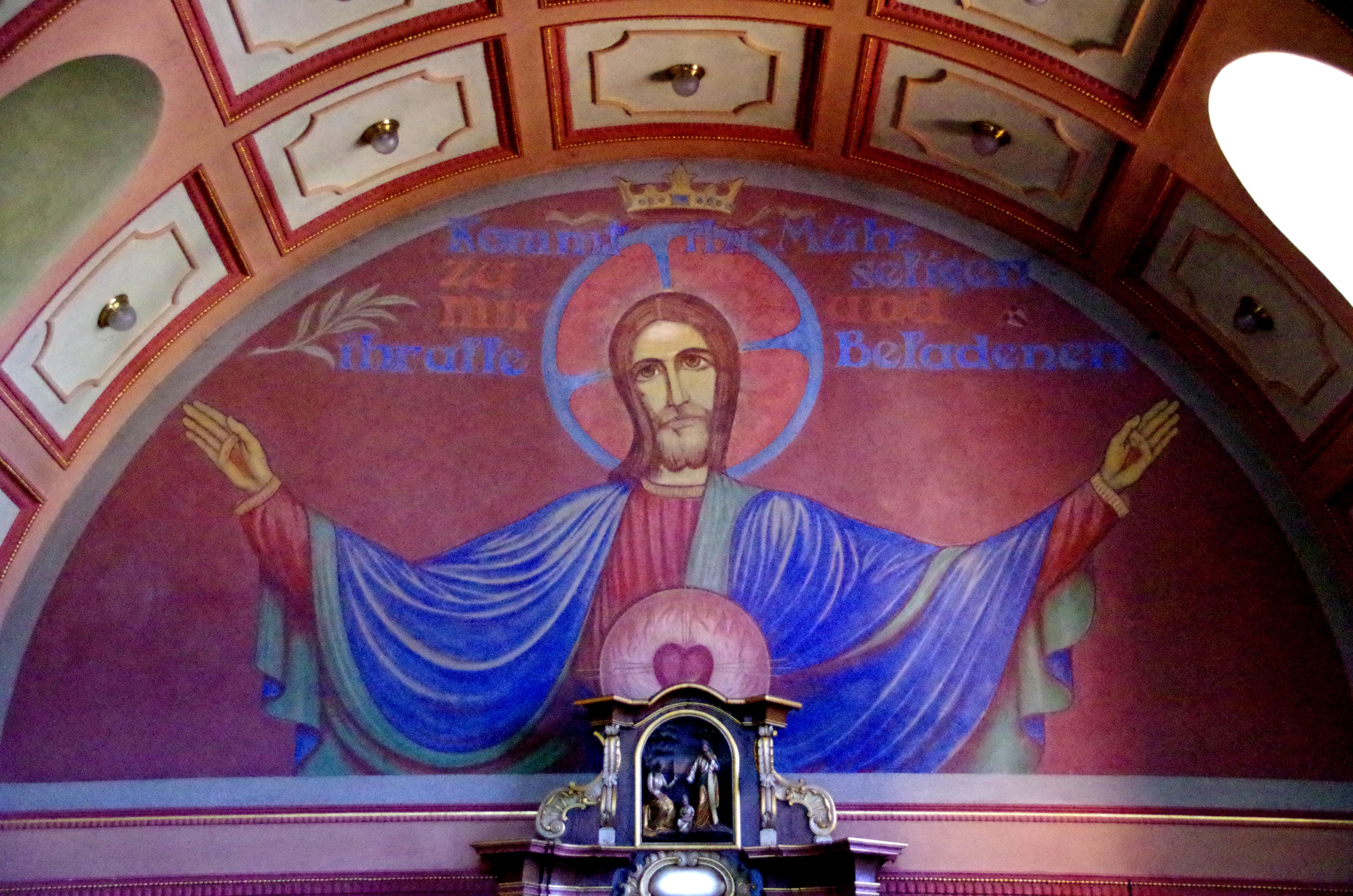
Fresk w kościele pw. św. Piotra w Neidenbach.
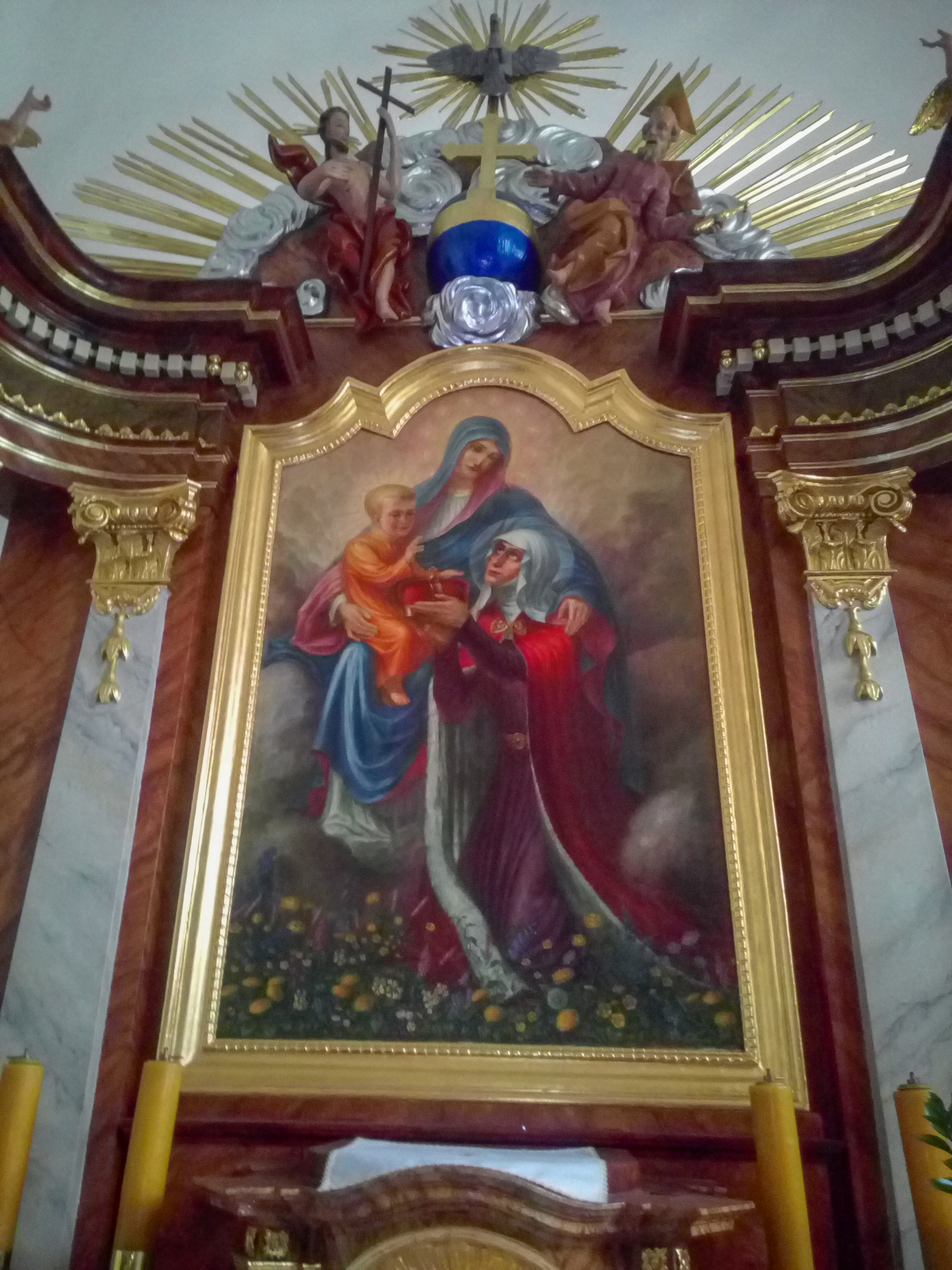
Parafia św. Jadwigi w Przedborowej (Dolny Śląsk). Główny ołtarz. Św. Jadwiga z Maryją i Jezusem.
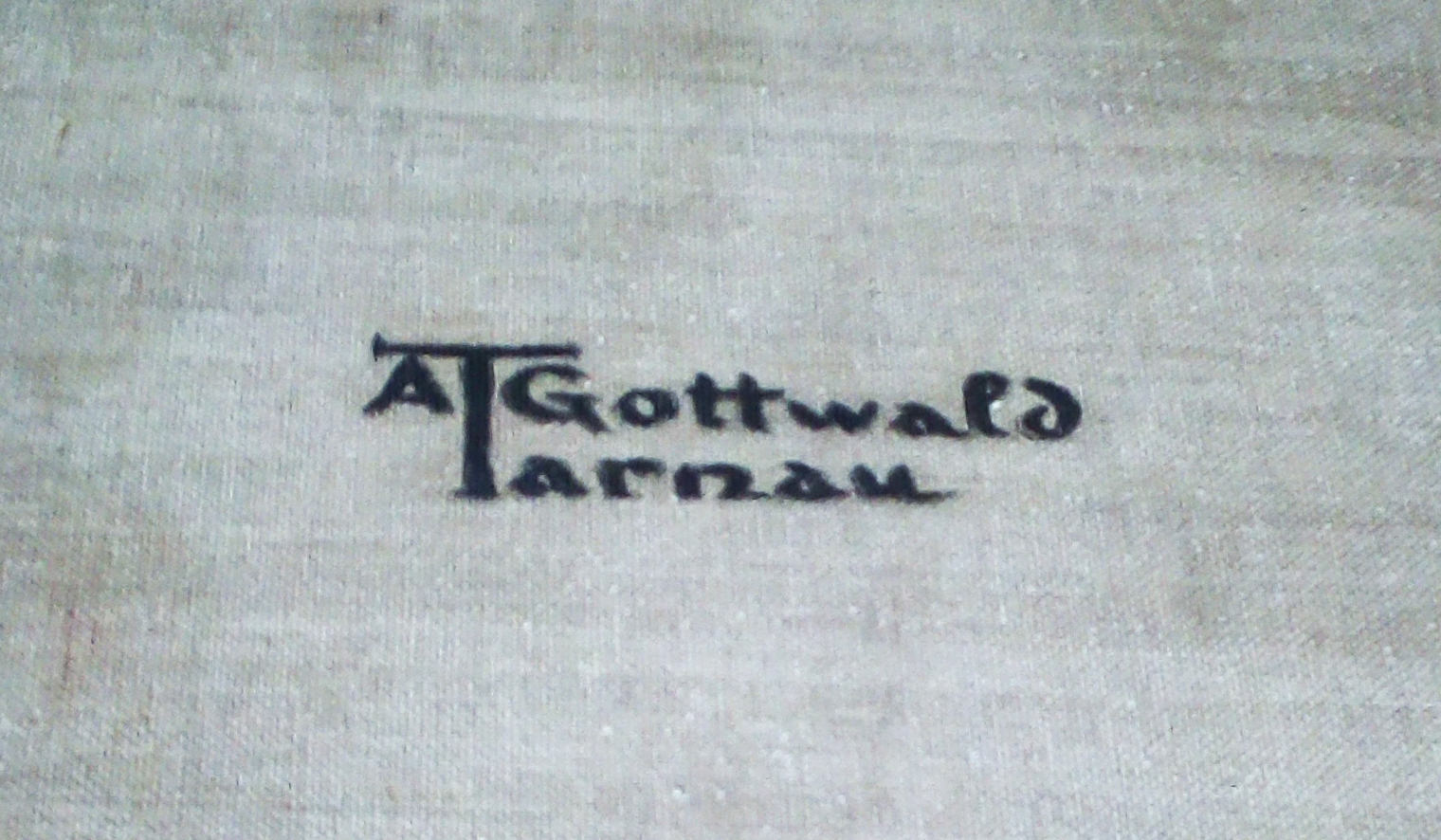
Parafia św. Jadwigi w Przedborowej (Dolny Śląsk). Podpis Alfreda Gottwalda z tyłu obrazu (św. Jadwigi z Maryją i Jezusem) w głównym ołtarzu.
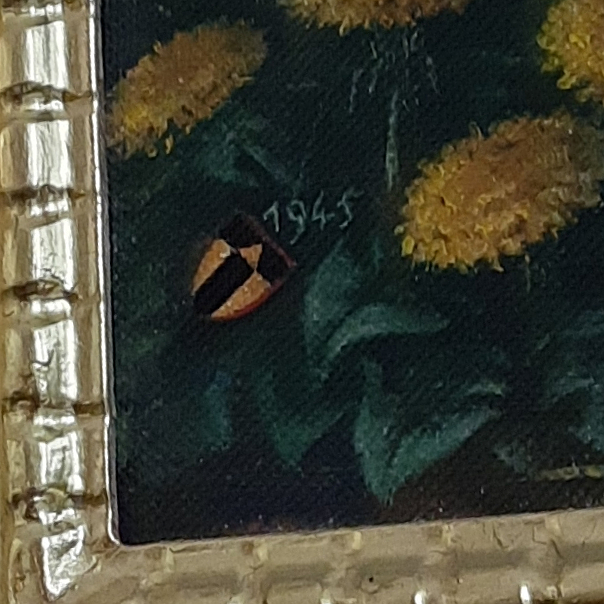
Parafia św. Jadwigi w Przedborowej (Dolny Śląsk). Herb Alfreda Gottwalda w dolnym rogu obrazu (św. Jadwigi z Maryją i Jezusem) w głównym ołtarzu.